# Le Jaguar (film, 1996)
Pour les articles homonymes, voir Le Jaguar.
Pour plus de détails, voir Fiche technique et Distribution.
Le Jaguar est un film français réalisé par Francis Veber, sorti en 1996.

## Synopsis
Wanù, un chef indien d'Amazonie est reçu à Paris afin de promouvoir la préservation de la forêt amazonienne. Dans l'hôtel de Crillon où il loge avec Jean Campana, son interprète, le chef indien fait la rencontre de François Perrin, un joueur de poker accablé de dettes de jeu, qui vient emprunter de l'argent à une amie. Un lien se crée entre les deux hommes, à la grande incompréhension de Perrin qui ne croit pas du tout aux rites indiens, voire les méprise.
Le lendemain, Wanù tombe gravement malade. Persuadé que Perrin est l'élu qu'il recherche depuis longtemps, il lui demande d'aller en Amazonie pour y chercher son âme que lui a dérobée Kumaré, le cauchemar des tribus indiennes. Perrin y voit surtout l'occasion rêvée d'échapper à ses créanciers. Il fait donc semblant d'accepter la mission. Campana, qui ne comprend pas pourquoi Wanù a choisi un homme aussi hautain et d'aussi mauvaise foi que Perrin, compte bien malgré tout lui faire mener à bien sa mission, de gré ou de force. Lorsqu'il voit Campana se débarrasser aisément de deux brutes envoyés par ses créanciers, Perrin s'aperçoit que l'interprète n'est pas n'importe qui et qu'il ne pourra pas lui échapper facilement. C'est là qu'il se voit confier un collier de cristaux censé protéger son âme et la fortifier, car elle est maintenant liée à Wanù. 
Arrivé sur place, il continue d'être lâche et méprisant. Après une légère dispute avec son compagnon de fortune qui lui a confisqué son passeport et une bonne partie de son argent, Perrin va faire un tour en ville pour boire et chercher un moyen de s'échapper.
Dans un bar, alors qu'il discute avec un compatriote, Kumaré entre, accompagné d'une belle jeune femme, Maya. Kumaré voit son collier et envoie un de ses hommes le réclamer à Perrin, qui refuse de le donner. Une bagarre s'ensuit et réveille en Perrin « le Jaguar », une grande force physique et mentale qui habite Wanù, décuplant sa force et ses réflexes, qui l'envahit en situation dangereuse et lorsqu'il porte le collier.
Après avoir mis hors course les hommes de Kumaré, Maya, qui semble s'être attachée à lui, l'emmène dans une église afin de le protéger et de prévenir Campana. Maintenant liée aux deux hommes, et traquée comme Perrin par Kumaré qui ne compte pas s'arrêter là, elle entreprend avec eux le voyage jusqu'au village de Wanù, à travers la dangereuse forêt amazonienne.

## Fiche technique
- Titre : Le Jaguar
- Réalisation : Francis Veber
- Scénario : Francis Veber
- Photographie : Luciano Tovoli
- Montage : Marie-Sophie Dubus
- Musique : Vladimir Cosma
- Son : Pierre Lorrain
- Décors : Hugues Tissandier
- Producteur : Alain Poiré
- Société de production : Gaumont, Efve Films
- Pays de production :  France
- Langues : français, espagnol
- Format : couleur — 35 mm — 1,85:1 — Son : Dolby Digital
- Genre : comédie, aventures
- Durée : 100 minutes (1 h 40 min)
- Date de sortie : 
  - France : 9 octobre 1996 (2,5 millions de spectateurs en France)

## Distribution
- Patrick Bruel : François Perrin
- Jean Reno : Jean Campana
- Harrison Lowe : Wanù, chamane d'Amazonie
- Patricia Velásquez : Maya
- Danny Trejo : Kumare
- Alexandra Vandernoot : Anna
- Roland Blanche : Moulin
- François Perrot : Matecamu
- Francis Lemaire : Stevens
- Gil Birmingham : garde du corps de Kumare
- Christian Bouillette : Juillet
- Luc Thuillier : homme de main de Matecamu
- Pierre Martot : homme de main de Matecamu
- Christian Pereira : le concierge du Crillon
- Edgar Givry : le médecin
- Alain Bouzigues : le liftier du Crillon
- Michel Caccia : l'homme des toilettes
- Raphael Molina : le barman
- Emmanuel Courcol
- Gregory Norman Cruz
- Gérard Dauzat
- Richard L. Duran
- Manuel Ferreira
- Lisandro Jiménez
- Valérie Labro
- Pierre-Alain Leleu
- Jacqueline Noëlle

## Autour du film
- Le film est considéré comme un remake de La Chèvre (1981), tourné au Mexique[1]. Le réalisateur Francis Veber retrouve une fois de plus la jungle, mais au Brésil, et les acteurs ont changé : Jean Reno remplace Gérard Depardieu dans le rôle du solide Campana, tandis que Patrick Bruel remplace Pierre Richard dans celui du frêle Perrin. Parmi les autres lieux de tournage : Paris (hôtel de Crillon, hôpital de la Pitié-Salpêtrière, rue Miollis), à l'aéroport Paris-Charles-de-Gaulle, au Venezuela (parc national Canaima), à Issy-les-Moulineaux (hôpital Corentin-Celton) et aux studios Éclair d'Epinay-sur-Seine.
- Vincent Lindon devait au départ incarner Campana. Mais celui-ci n'ayant pas de temps libre, c'est finalement vers Jean Reno que Francis Veber se tourna.
- Francis Veber a été largement inspiré par la venue en France du chef indien Raoni Metuktire.
- Patrick Bruel, lors du tournage, repère le groupe Carrapicho et la chanson Tic, tic tac. Il joue les intermédiaires pour exporter le morceau en France où le titre devient le tube de l'été 1996.
- Kumaré, le chef renégat, pilote un bimoteur Aero Commander 500 U immatriculé PT-DDO .